# 钱文忠
钱文忠（1966年6月6日—），中国上海人，藏学家、印度学家，复旦大学历史学系教授，华东师范大学东方文化研究中心研究员。

## 生平
1984年进入北京大学东方语言文学系梵文巴利文专业，师从季羡林。后留学德国汉堡大学。2007年受到中国中央电视台邀请到百家讲坛录制讲座《玄奘西游记》，后又陆续在该节目上讲述李时珍、《三字经》、《弟子规》等。